# West Side Story (1961)
West Side Story ist ein US-amerikanischer Musical-Film von Robert Wise und Jerome Robbins aus dem Jahr 1961. Er basiert auf dem Musical West Side Story von Leonard Bernstein. Die Liedtexte schrieb Stephen Sondheim, das Libretto Arthur Laurents. Die Produktion der Mirisch Corporation im Verleih der United Artists gewann zehn Oscars.

## Handlung
Nach der Ouvertüre sieht man aus der Vogelperspektive die Stadt New York. Die Kamera sucht das Viertel zweier rivalisierender Banden und findet sie auf einem Basketballspielfeld: die „Jets“, weiße Amerikaner unter ihrem Anführer Riff, und die „Sharks“, die aus Puerto Rico zugewandert sind, mit ihrem Anführer Bernardo.
Danach setzt der instrumentale Prolog ein, in dem beide Banden sich gegenseitig provozieren. Sie liefern sich eine Art „Tanzduell“, das fast in eine ernsthafte Schlägerei ausartet. Zwei Polizisten – Lieutenant Schrank und Officer Krupke – wollen endlich Ruhe in ihrem Viertel und schicken die Sharks unter Androhung körperlicher Gewalt fort.
Um das Vorgehen im Kampf gegen die Sharks, die sie endlich verjagen wollen, abzusprechen, halten die Jets eine Krisensitzung ab. Dabei versucht das Mädchen Anybodys in der Bande Respekt zu gewinnen, was die anderen Mitglieder jedoch abblocken. Im Laufe der Sitzung keimt der Gedanke, Tony, ein erfahrenes Gründungsmitglied, um Hilfe zu bitten, damit er zusammen mit Riff den Anführer der Sharks zur finalen Kampfhandlung herausfordert.
Als Verhandlungsort will man den Ball am selben Abend nutzen. Riff stimmt am Ende den Jet-Song an, dem sich die anderen begeistert anschließen. Riff geht daraufhin zu Tony und erklärt ihm sein Anliegen. Tony ist nicht begeistert von der Idee – er hat inzwischen Arbeit in Doc’s Drugstore. Er erklärt sich aber bereit, am Abend mitzukommen.
Die folgende Szene spielt in der Schneiderstube der Latinos. Maria, die kürzlich in die USA gekommene Schwester von Bernardo, ist mit dem Ausschnitt ihres neuen Ballkleides nicht zufrieden. Sie möchte Bernardos Freundin Anita überreden, ihn zu vergrößern. Nachdem sie es anprobiert hat, ist sie davon begeistert. Bernardo und sein Kumpel Chino, den Maria möglichst heiraten soll, erscheinen und gehen mit Anita und Maria kurze Zeit später auf den Ball.
Dort herrscht bei den Latinos zunächst Irritation, weil die Abgesandten der Jets gekommen sind. Bei dem Tanz wird die Stimmung immer ausgelassener. Maria und Tony treffen sich dort; es ist bei beiden Liebe auf den ersten Blick. Sie tanzen den Jump und wollen sich küssen. Allerdings sollte Maria mit ihrem zukünftigen Ehemann Chino tanzen und auf keinen Fall mit einem Jet. Als Bernardo das Liebespaar bemerkt, wird er wütend und trennt die beiden. Der Ball wird für beendet erklärt, und Chino bringt Maria nach Hause.
Tony geht liebestrunken durch die Stadt und singt Maria. Währenddessen treffen sich die Puerto Ricaner auf einem Hausdach und diskutieren über den Abend. Die Diskussion artet in einem Streit über die neue und die alte Heimat aus. In dem Song America treten die unterschiedlichen Positionen zum Vorschein, welches Land das bessere sei. Tony konnte inzwischen unbemerkt Maria besuchen. Die beiden singen Tonight und verabreden sich für den nächsten Tag.
Die Jets halten nun „Kriegsrat“ in Doc’s Drugstore, um die Bedingungen für den finalen Kampf festzulegen. Officer Krupke schickt sie weg, doch nachdem er weitergefahren ist, machen die Jets sich in Gee, Officer Krupke über ihn lustig. Der freundliche Ladenbesitzer Doc taucht auf und plädiert für Frieden, doch er wird abgewiesen. Mit den später erscheinenden Sharks handeln sie einen fairen, waffenlosen Zweikampf unter den Anführern als letzten Kampf aus.
Dann taucht Lieutenant Schrank auf. Er wirft die Sharks raus und versucht, aus den Jets herauszubekommen, wann der Kampf stattfinden soll. Angeblich will er ihnen sogar helfen, weil er ebenfalls die Sharks vertreiben möchte, um „endlich Ruhe im Quartier“ zu haben. Doch die Jets verraten nichts, sie wollen den Kampf „fair“ gewinnen.
Am darauffolgenden Tag freut sich Maria im Brautmodengeschäft, in dem sie arbeitet, auf das Treffen mit Tony. Sie macht ihren Freundinnen gegenüber geheimnisvolle Bemerkungen und singt fröhlich I Feel Pretty. Als Tony kommt, ist Anita noch im Geschäft und erfährt so von der Beziehung. Sie verspricht jedoch, darüber zu schweigen, und geht bald. Allein im Brautladen spielen Maria und Tony Hochzeit. Dabei singen sie One Hand, One Heart.
Als Maria von dem „letzten Kampf“ hört, überzeugt sie Tony, ihn zu verhindern. Als Nächstes sieht man die Jets, die Sharks, dann Anita und Maria und Tony Tonight singen. Jedoch singen alle es auf ihre Weise – als Ausdruck von dem, was sie sich von „heute Nacht“ erwarten: Jets und Sharks kampfeslüstern, Anita fröhlich, und Maria und Tony verklärt-romantisch und hoffnungsvoll.
Bald treffen sich die Banden unter der Autobahnbrücke zum finalen Kampf. Tony will das Versprechen, das er Maria gegeben hat, halten, und versucht, den großen Kampf zu verhindern. Er stellt sich zwischen die Kämpfenden und plädiert für eine friedliche Lösung, doch er wird als Feigling verspottet, und die Anführer wollen den Kampf jetzt erst recht austragen. Die anderen werden unruhig. Plötzlich haben Riff und Bernardo ein Messer in der Hand. Gerade als Riff Bernardo niederstechen will, hindert Tony ihn dran.
Riff rennt auf Bernardo zu, wird jedoch von Tony zurückgehalten. An dieser Stelle kommt die tragische Wende: Gerade, weil Tony Riff festhält, wird dieser von Bernardos Messer tödlich verletzt. Rasend vor Wut nimmt Tony das Messer, das der sterbende Riff ihm in die Hand drückt und tötet im Affekt Bernardo. Es kommt zu einer Prügelei. Dann taucht die Polizei auf, die restlichen Bandenmitglieder können flüchten.
Kurz danach erzählt Chino Maria, dass der Kampf schlimm verlaufen sei. Maria will ihm erst nicht glauben – sie hatte gehofft, dass Tony den Kampf verhindern würde –, doch Chino erzählt ihr, dass Tony Bernardo umgebracht habe. Er erzählt ihr jedoch nichts über Bernardos Mord an Riff. Maria ist schockiert. Während sie vor einem Altar betet, kommt Tony und stellt ihr den genauen Verlauf der Katastrophe dar. Er will sich der Polizei stellen. Doch Maria ist dagegen und zusammen singen sie Somewhere.
Die Jets halten inzwischen eine Krisensitzung ab. Sie sind völlig verwirrt. Ice, der neue Anführer der Jets, singt den Song Cool, mit dem er seine wütenden Bandenmitglieder beruhigen will. Anybodys teilt den anderen mit, dass Chino Tony aus Rache umbringen will. Sie beschließen, Tony zu warnen. Als „Belohnung“ wird Anybodys ein vollwertiges Mitglied der Jets. Tony und Maria schmieden unterdessen einen Fluchtplan, werden aber von Anita überrascht. Tony kann jedoch aus dem Fenster fliehen.
Anita ist enttäuscht von Maria und singt A Boy Like That. Doch Maria gesteht ihrer Freundin ihre Liebe zu Tony. Da versteht Anita, dass Maria Tony genauso liebt, wie sie Bernardo geliebt hat. Sie singt I Have a Love. Anita erzählt Maria von Chinos Absicht, Tony zu töten. Als Polizeileutnant Schrank zum Verhör erscheint, macht sich Anita auf Marias Wunsch hin auf den Weg zum Drugstore, um Tony zu warnen.
Die Jets im Drugstore hindern Anita allerdings daran, mit Tony zu sprechen. Sie versucht trotzdem, ihn zu sprechen, doch die Jets werden gewalttätig und sind kurz davor, sie zu vergewaltigen. Doc hindert sie jedoch daran und ist sehr aufgebracht über ihr Verhalten. Gedemütigt und voller Hass verfälscht Anita daraufhin die Nachricht und lässt Tony über Doc ausrichten, dass Chino Maria erschossen habe. Doc überbringt Tony die Nachricht. Tony bricht zusammen und läuft verzweifelt auf der Suche nach Chino, der ihn töten und von seinem Leid erlösen soll, durch die Stadt.
Da sieht er Maria, die wie abgemacht zu Docs Drugstore kommt, auf sich zukommen und stürzt freudig auf sie zu. In diesem Moment wird er von Chino erschossen. Als Maria über Tonys Leichnam kniet, kommen die Jets, Sharks und später auch die Polizei dazu. Maria ist voll von Hass gegen die beiden Banden und voller Trauer, nimmt Chino die Pistole ab, ist aber unfähig, sich selbst oder die anderen umzubringen. Sie verflucht den Hass, der drei Menschen tötete.
Am Ende des Films tragen die Jets und die Sharks Tonys leblosen Körper gemeinsam fort. Sie bilden einen Trauermarsch, der Hoffnung gibt, dass es zu einer Versöhnung der beiden Banden kommt. Chino wird für den Mord an Tony von der Polizei verhaftet.

## Hintergrund
Robert Wise und Jerome Robbins werden im Filmvorspann gleichwertig als Regisseure angeführt: Für Wise war es das erste Filmmusical, sodass er mit den Eigenarten des Genres wie beispielsweise den Tanzszenen noch unerfahren war, während der erfahrene Choreograph Robbins an West Side Story bereits am Broadway gearbeitet hatte, allerdings noch im Filmgeschäft unerfahren war.
So fokussierte sich Wise auf die dramatischen Szenen und die filmtechnischen Aspekte, während Robbins an den Musikszenen mit den Tänzen arbeitete. Nach Wises Angaben lief diese Zusammenarbeit gut, bis sich die Dreharbeiten verzögerten und Robbins noch während der Dreharbeiten vom Film abgezogen wurde. Robbins hatte für die restlichen Tanzszenen glücklicherweise allerdings alle Choreografien eingeübt, sodass Wise die Dreharbeiten gut abschließen konnte.
Wie bei Musikfilmen aus dieser Zeit häufig der Fall, wurden die Hauptrollen mit bekannten Schauspielern besetzt und der Gesang von Sängern (in der Regel Opern- oder Musicalsänger) gedoubelt. Den Part der Maria übernahm die amerikanische Sopranistin Marni Nixon, die auch Audrey Hepburn in My Fair Lady und Deborah Kerr in Der König und ich ihre Stimme lieh sowie Marilyn Monroe in Blondinen bevorzugt in dem Lied Diamonds Are a Girl’s Best Friend in den hohen Tonlagen unterstützte.
In der Rolle des Tony ist Jim Bryant zu hören. Rita Moreno sang als Anita ihre Lieder selbst, mit Ausnahme des Liedes A Boy Like That, in dem sie von Betty Wand synchronisiert wurde. Die Sängerdouble wurden weder im Filmabspann noch auf den dazugehörigen Schallplatten-Alben genannt. Erst bei späteren Auflagen des Soundtracks auf CD sind die Namen aufgeführt.

## Musiknummern
Erster Akt
1. Overture – Orchester
2. Prologue – Orchester
3. Jet Song – Riff und die Jets
4. Something’s Coming – Tony
5. Dance at the Gym – Orchester (Tänze: „Blues“, „Promenade“, „Mambo“, „Cha-Cha-Cha“, „Meeting Scene“, „Jump“)
6. Maria – Tony
7. America – Anita, Bernardo, die Sharks und deren Freundinnen
8. Tonight – Tony und Maria
9. Gee, Officer Krupke – Riff und die Jets
10. Maria – Orchester

Zweiter Akt
1. I Feel Pretty – Maria, Anita, Consuelo, Rosalia und Francisca
2. One Hand, One Heart – Tony und Maria
3. Tonight Quintett – Maria, Tony, Riff, Anita, Bernardo, die Jets und Sharks
4. The Rumble – Orchester
5. Somewhere – Tony und Maria
6. Cool – Ice und die Jets
7. A Boy Like That/I Have a Love – Anita und Maria
8. Somewhere (Wiederholung) – Maria
9. Finale – Orchester

## Synchronisation
Die Synchronfassung entstand zur deutschen Kinopremiere im Jahr 1962.
| Rolle                          | Schauspieler    | Dt. Synchronstimme  |
| ------------------------------ | --------------- | ------------------- |
| Maria                          | Natalie Wood    | Uta Hallant         |
| Tony                           | Richard Beymer  | Michael Chevalier   |
| Riff, Anführer der Jets        | Russ Tamblyn    | Thomas Eckelmann    |
| Anita                          | Rita Moreno     | Lola Luigi          |
| Bernardo, Anführer der Sharks  | George Chakiris | Herbert Stass       |
| Lieutenant Schrank             | Simon Oakland   | Arnold Marquis      |
| Officer Krupke                 | William Bramley | Reinhard Kolldehoff |
| Doc, Ladenbesitzer             | Ned Glass       | Walter Bluhm        |
| Ice, Jets-Mitglied             | Tucker Smith    | Eckart Dux          |
| Action, Jets-Mitglied          | Tony Mordente   | Wolfgang Condrus    |
| Baby John, Jets-Mitglied       | Eliot Feld      | Arne Elsholtz       |
| A-Rab, Jets-Mitglied           | David Winters   | Wolfgang Draeger    |
| Anybodys, burschikoses Mädchen | Susan Oakes     | Ilse Pagé           |
| Sozialarbeiter beim Tanz       | John Astin      | Bruno W. Pantel     |
| Velma, Freundin der Jets       | Carole D’Andrea | Beate Hasenau       |
| Polizist                       | Lou Ruggerio    | Gerd Duwner         |

## Kritiken
„Das ‚Romeo  und Julia‘-Thema in einem von Puertoricanern bewohnten Armenviertel von New York: die blutige Auseinandersetzung zweier Halbstarken-Banden, verflochten mit einer pseudotragischen Liebesgeschichte. Als ein Musical mit der faszinierenden Musik von Leonard Bernstein von bemerkenswerter Qualität, die auf dem Zusammenklang glänzender tänzerischer Leistungen, optischer Einfälle und gelungener Persiflage des Milieus beruht. In der zweiten Hälfte des Films gewinnen Sentimentalität und reißerische Dramatik die Oberhand.“

## Auszeichnungen
Der Film war bei der Oscarverleihung 1962 für elf Oscars nominiert und erhielt davon zehn, was ihn zu einem der höchstdekorierten Werke in der Filmgeschichte machte.
- Oscar in der Kategorie Bester Film für den Produzenten Robert Wise
- Oscar in der Kategorie Beste Regie für Robert Wise und Choreografen Jerome Robbins (es war das erste Mal in der Geschichte, dass der Regiepreis geteilt wurde.)
- Oscar in der Kategorie Bester Nebendarsteller an George Chakiris
- Oscar in der Kategorie Beste Nebendarstellerin an Rita Moreno
- Oscar in der Kategorie Beste Farbkamera an Daniel L. Fapp
- Oscar in der Kategorie Beste Kostüme in einem Farbfilm an Irene Sharaff
- Oscar in der Kategorie Bestes Szenenbild in einem Farbfilm an Boris Leven und Victor A. Gangelin
- Oscar in der Kategorie Beste Filmmusik eines Musicals an Saul Chaplin, Johnny Green, Sid Ramin und Irwin Kostal
- Oscar in der Kategorie Bester Sound an Todd-AO Sound Department, Fred Hynes und Samuel Goldwyn Studio Sound Department, Gordon E. Sawyer
- Oscar in der Kategorie Schnitt an Thomas Stanford
- Nominierung für einen Oscar für das Beste adaptierte Drehbuch an Ernest Lehman

Der Film erhielt außerdem drei Golden Globe Awards in den Kategorien Bestes Filmmusical, Beste Nebendarstellerin und Bester Nebendarsteller, jeweils für dieselben Schauspieler, die auch die jeweiligen Oscars erhielten.
Der Soundtrack zum Film erhielt einen Grammy Award. 1997 wurde der Film ins National Film Registry aufgenommen.